# Sozialgericht Chemnitz

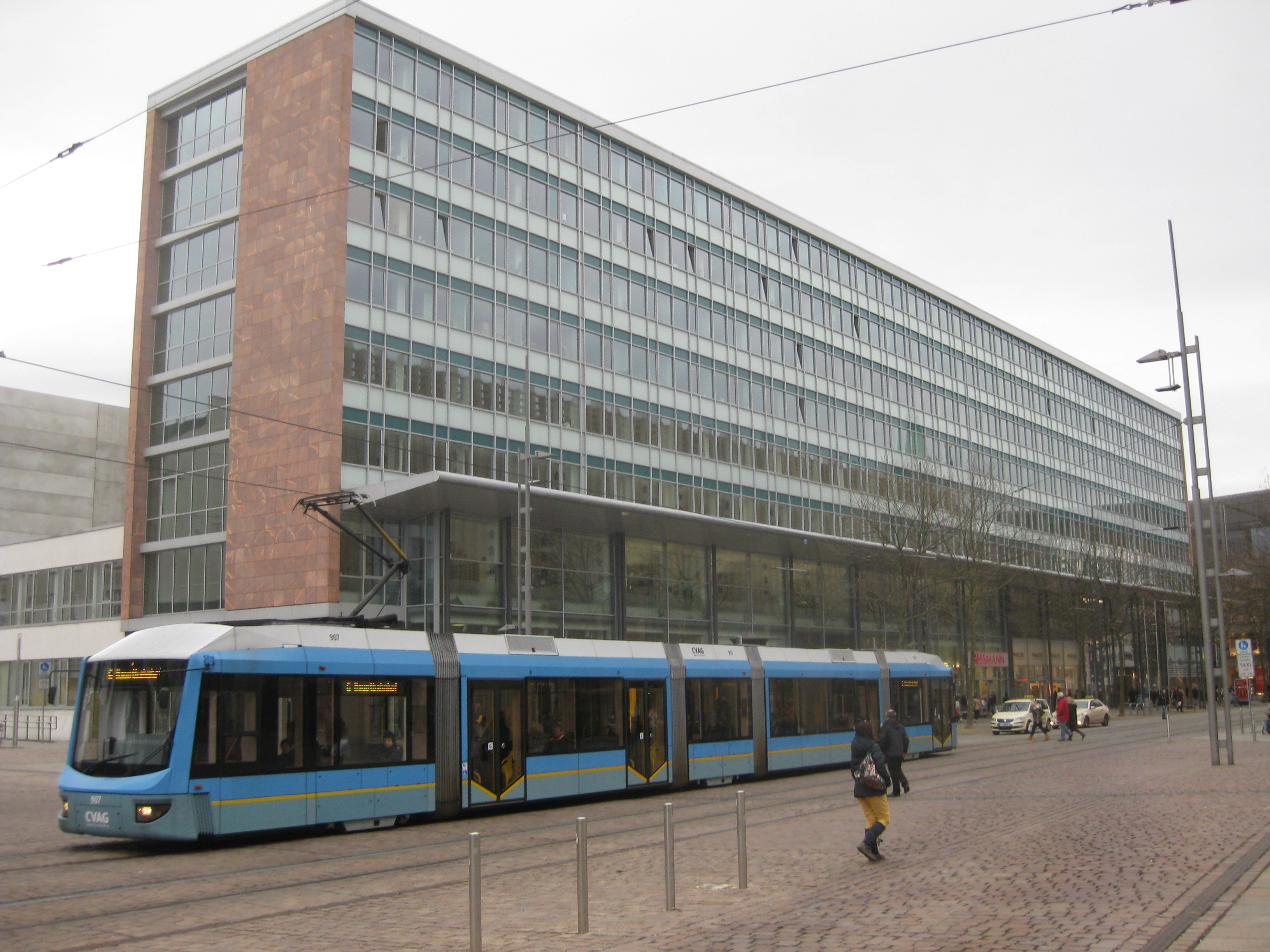
Straße der Nationen 2–4, Sitz des Sozialgerichts Chemnitz (2014)

Das Sozialgericht Chemnitz ist ein Gericht der Sozialgerichtsbarkeit. Das Gericht ist eines von drei Sozialgerichten in Sachsen und hat seinen Sitz in Chemnitz.

## Gerichtsgebäude

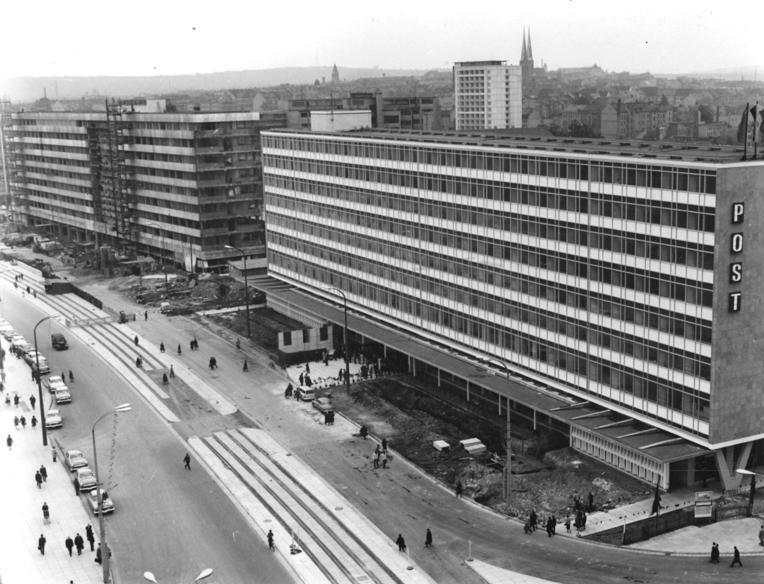
Das Gebäude 1967, damals noch als Hauptpostamt

Das Gerichtsgebäude des Sozialgerichts Chemnitz befindet sich in der Straße der Nationen 2–4. Errichtet wurde es 1967 als Hauptpostamt Karl-Marx-Stadt (heute Chemnitz) nach Plänen von Kurt Nowotny (1908–1984) im Stil der DDR-Moderne.

## Gerichtsbezirk und übergeordnete Gerichte
Das Sozialgericht Chemnitz ist örtlich für die kreisfreie Stadt Chemnitz, den Landkreis Mittelsachsen, den Erzgebirgskreis, den Vogtlandkreis sowie den Landkreis Zwickau zuständig. Die sachliche Zuständigkeit ergibt sich aus dem Sozialgerichtsgesetz.
Auf Landesebene ist das Sächsische Landessozialgericht, ebenfalls in Chemnitz ansässig, das übergeordnete Gericht. Diesem ist wiederum das Bundessozialgericht in Kassel übergeordnet.

## Geschichte
In der DDR bestanden keine gesonderten Sozialgerichte. Sozialrechtliche Verfahren wurden von den Konfliktkommissionen behandelt. Gegen die Entscheidungen konnten Betroffene sich an die Beschwerdekommissionen für Sozialversicherung beim FDGB wenden. Nach der Wende wurde 1992/1993 durch die neuen Länder Landessozialgerichte und Sozialgerichte geschaffen. Das Sozialgericht Chemnitz besteht seit dem 1. Juli 1992.